# 민족해방위원회
민족해방위원회(이탈리아어: Comitato di Liberazione Nazionale, 약자: CLN)는 카시빌레 휴전 이후 독일령 이탈리아에서 활동한 이탈리아 저항운동가(레시스텐자)들의 포괄조직이다. 반파시즘의 정신을 공유하는 여러 정당이 CLN의 기치 아래 모여 연합했다.
이탈리아가 연합군에게 항복하자 독일이 이탈리아를 침공(알라리크 작전)한 이후인 1943년 9월 9일 CLN이 창설되었다.

## 참여 정당
| 정당 | 정당            | 이데올로기     |
| ---- | --------------- | -------------- |
|      | 기독교민주당    | 기독교민주주의 |
|      | 이탈리아 사회당 | 사회주의       |
|      | 이탈리아 공산당 | 공산주의       |
|      | 이탈리아 자유당 | 자유주의       |
|      | 행동당          | 자유사회주의   |
|      | 노동민주당      | 사회민주주의   |

## 선거 결과
| 선거 | 득표율      | 의석      |
| ---- | ----------- | --------- |
| 1946 | 83.23% (#1) | 476 / 556 |